# Mistrzostwa Europy w Wioślarstwie 2011 – ósemka kobiet
Ósemka kobiet (W8+) – konkurencja rozgrywana podczas 71. Mistrzostw Europy w Wioślarstwie w bułgarskim Płowdiw, w dniu 18 sierpnia 2011 r. W zmaganiach udział wzięło 6 osad. Zwyciężczyniami zostały reprezentantki Rumunii.

## Składy osad
| Państwo         | Zawodnicy |
| --------------- | --- |
| Białoruś        | Marharyta Kreczka, Wolha Bierazniowa, Natalla Helach, Hanna Nachajewa, Taciana Kuchta, Julija Biczyk, Kaciaryna Szlupska, Jarasława Paułowicz, Anastasija Fadziejenka                   |
| Polska          | Marta Liniewska, Katarzyna Wolna, Magda Korczak, Ewelina Sławińska, Kamila Soćko, Joanna Leszczyńska, Anna Karzyńska, Paulina Górska, Kinga Kantorska                                   |
| Rumunia         | Maria Diana Bursuc, Ionelia Zaharia, Cristina Grigoraș, Irina Dornenau, Adelina Cojocariu, Andreea Boghian, Roxana Cogianu, Eniko Mironcic, Teodora Gidoiu                              |
| Rosja           | Anastasija Logwin, Julija Sorokowska, Anastasija Karabelszczikowa, Walerija Starodubrowska, Julija Inoziemcewa, Oksana Striełkowa, Irina Suchomlin, Marija Jefimienko, Jelena Lebediewa |
| Ukraina         | Hanna Hucałenko, Olha Hurkowśka, Nina Proskura, Olena Buryak, Switłana Nowyczenko, Lubow Staszko, Oksana Hołub, Hanna Hajdukowa, Anna Koncewa                                           |
| Wielka Brytania | Polly Swann, Erica Bodman, Victoria Meyer-Laker, Monica Relph, Emily Taylor, Rosamund Bradbury, Leonora Kennedy, Zoe De Toledo, Zoe Lee                                                 |

## Wyniki

### Finał
| Poz. | Osada           | Rezultat | Uwagi |
| ---- | --------------- | -------- | ----- |
| 1    | Rumunia         | 6:14,980 |       |
| 2    | Białoruś        | 6:20,520 |       |
| 3    | Ukraina         | 6:23,820 |       |
| 4    | Wielka Brytania | 6:26,040 |       |
| 5    | Rosja           | 6:26,540 |       |
| 6    | Polska          | 6:43,610 |       |